# BBF Bike
Die BBF Bike GmbH (Brandenburgische Fahrradgesellschaft mbH) ist ein Fahrradhersteller, Großhandel, Importeur und Distributor aus Hoppegarten. BBF Bike führt die Marken BBF Bikes, Checker Pig, Columbus Fahrradmanufaktur, Viva und Panther. Exklusiv vertreibt der Großhandel die Fahrrad-Marken Bottecchia, Dahon, und Cruzee an den Einzelhandel. Am Standort Hoppegarten betreibt BBF außerdem eine hauseigene Laufradproduktion.

## Geschichte
Das Unternehmen wurde 1935 von Irmgard und Herbert Mietzner in Berlin-Friedrichshain gegründet. Unter dem Namen Fahrrad-Mietzner wurde ein Fahrradladen in der Großen Frankfurter Straße eröffnet. Nach dem Zweiten Weltkrieg 1945 zog das Familienunternehmen mit seinem Geschäft in die Admiralstraße nach Berlin-Kreuzberg um. 1954 wurde ein weiterer Fahrradladen in der Hermannstraße in Berlin-Neukölln eröffnet.
1956 begann das Unternehmen mit dem Aufbau des Großhandels in Westberlin. Fahrrad-Mietzner entwickelte sich zu einem Vollsortimenter mit dem Schwerpunkt auf französischen Rennradmarken. 1959 stiegen Horst und Helga Rese (geb. Mietzner) als zweite Generation in das Geschäft mit ein. Im Jahr 1974 folgte die Verlagerung der Großhandelsaktivitäten in die Hagelbergerstraße, ebenfalls im Bezirk Berlin-Kreuzberg. Wegen der stärkeren Fokussierung auf den Großhandel wurde 1979 der Laden in der Admiralstraße geschlossen.
1985 übernahm Hagen Stamm die Leitung. Der frühere Nationalspieler und zweimalige Europameister im Wasserball vertritt damit die dritte Generation des Familienunternehmens. Stamm begann den Ausbau des Unternehmens zu einem überregionalen Großhandel. Nach dem Fall der Berliner Mauer 1989 erfolgte eine Kooperation zwischen der Mietzner GmbH und der Fahrradsparte des ehemaligen VEB IFA Ost in Hoppegarten und Frankfurt-Oder. Zeitgleich wurde das letzte verbliebene Einzelhandelsgeschäft von Fahrrad-Mietzner verkauft.
1992 wurde die BBF Bike GmbH gegründet. Das Stammhaus befindet sich seitdem in Hoppegarten an der Berliner Stadtgrenze. In den folgenden Jahren wurden bundesweit weitere Niederlassungen gegründet. 1998 übernahm BBF Bike den Exklusivvertrieb der historischen deutschen Marke Panther (bis 2016) und 1999 den Direktimport und Vertrieb von Bottecchia Bikes aus Italien.
2004 erfolgte der Kauf der Markenrechte an Checker Pig. Checker Pig war einer der ersten Hersteller von Mountainbikes in Deutschland. Zwischen 2005 und 2010 erweiterte BBF durch den Ausbau seines Filialnetzwerks den Vertrieb auf Österreich, Italien, Tschechien und Polen. Ebenfalls 2010 wurde das Sortiment um die Fahrradmarken Viva aus Dänemark und Moser aus Italien und durch den Einstieg in den E-Bike Markt mit BBF E-Bikes erweitert. 2011 wurde das Sortiment um Dahon-Falträder und Johnny Loco-Lastenräder aus den Niederlanden ergänzt. 2012 hatte das Unternehmen bundesweit mehr als 200 Mitarbeiter. Im selben Jahr wurde das Markenrecht an der Fahrradmarke Columbus Fahrradmanufaktur aus Nordrhein-Westfalen erworben. 2018 schließlich wurde die historische Fahrradmarke Panther durch BBF Bike übernommen.
Mit Marc Politze, dem Schwiegersohn von Hagen Stamm, stieg 2015 die vierte Generation in das Unternehmen ein. Gleichzeitig feierte das Unternehmen in diesem Jahr das 80-jährige Bestehen.
2019 übernahm BBF nun komplett die Rechte an der dänischen Marke Viva Bikes. Ebenfalls in diesem Jahr wurde der exklusive Vertrieb der Marke Johnny Loco beendet, da sich nach Aussage des Unternehmens „die Verkaufserwartungen nicht erfüllt“ hätten.

## Auszeichnungen
- 2013: Zukunftspreis Brandenburg
- 2014: BBF erhält für seine Zusammenarbeit bei der Columbus Manufaktur mit der Behindertenwerkstatt WFAA den Initiativpreis NRW.

## Eigenmarken der BBF Bike GmbH
Fahrräder
- BBF Bikes
- Arcadia (bis 2010)
- Checker Pig
- Columbus Fahrradmanufaktur
- Panther
- Viva
- Lehmkuhl

Teile
- Airpower
- Dirtfox
- Yak
- CP CycleParts

## Fahrradmarken im Exklusivvertrieb
- Bottecchia
- Dahon